# Thecla melma
Thecla melma är en fjärilsart som beskrevs av William Schaus 1913. Thecla melma ingår i släktet Thecla och familjen juvelvingar. Inga underarter finns listade i Catalogue of Life.